# 2008年北京オリンピックのモンテネグロ選手団
2008年北京オリンピックのモンテネグロ選手団（2008ねんペキンオリンピックのモンテネグロせんしゅだん）は、2008年8月8日から8月26日まで開催された2008年北京オリンピックにおけるモンテネグロ選手団の名簿および記録。

## 水泳

### 水球
- 男子